# Contea di Fairfield (Carolina del Sud)
La contea di Fairfield (in inglese Fairfield County) è una contea della Carolina del Sud, negli Stati Uniti d'America. La popolazione al censimento del 2000 era di 23 454 abitanti. Il capoluogo di contea è Winnsboro.

## Geografia
La contea si trova nel centro-nord dello Stato, in una regione collinare. Il fiume Broad costituisce il confine ovest e il fiume Wateree il confine est.

### Contee confinanti
- Contea di Chester - nord
- Contea di Lancaster - nord-est
- Contea di Kershaw - est
- Contea di Richland - sud
- Contea di Newberry - ovest
- Contea di Union - nord-ovest

## Storia
Nel 1780 il generale Charles Cornwallis definì l'area fair fields ("bei campi" o "terre belle") e da qui deriva il nome della contea. La contea fu istituita nel 1785.

## Comuni

### Towns
- Blythewood
- Jenkinsville
- Ridgeway
- Winnsboro (capoluogo)

### Census-designated place
- Winnsboro Mills